# تاگ آنگولا ایرلاینز

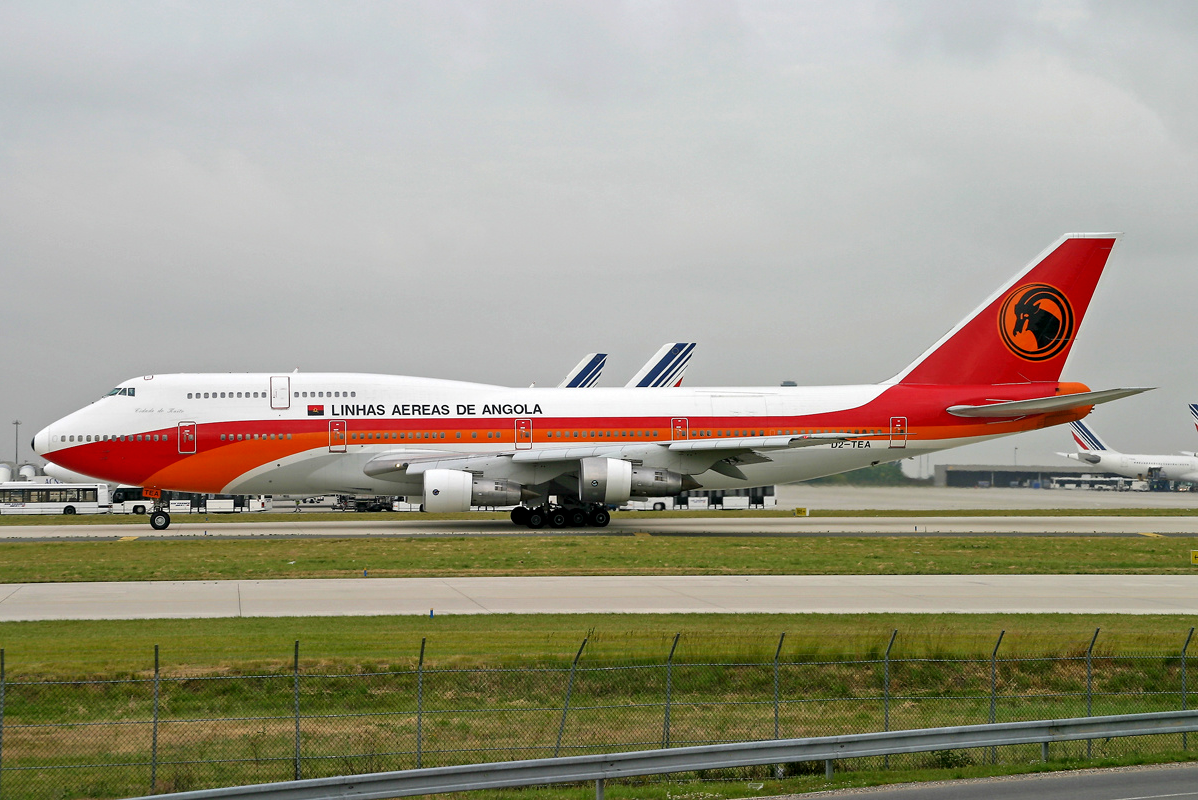
هواپیمای بوئینگ ۷۴۷ متعلق به تاگ آنگولا ایرلاینز

تاگ آنگولا ایرلاینز (انگلیسی: TAAG Always Your Company) شرکت هواپیمایی حامل پرچم آنگولا است، که در سال ۱۹۳۸ تأسیس شد. دفتر مرکزی این شرکت در شهر لوآندا، آنگولا قرار دارد و فرودگاه کواترو دو فرویرو، قطب این شرکت هواپیمایی به‌شمار می‌آید.
شرکت هواپیمایی تاگ آنگولا ایرلاینز در حال حاضر روزانه به ۳۱ مقصد در آسیا، آفریقا و اروپا پروازهای مستقیم دارد. این شرکت در ناوگان هوایی خود، دارای ۱۴ فروند هواپیمای جت مسافربری می‌باشد.